# Mitologia sumeryjska
Mitologia sumeryjska – mitologia z południowych terenów Mezopotamii z okresu, kiedy były pod panowaniem Sumerów. Wiele przejęły z niej mitologie Akadu, Babilonii i Asyrii.
Sumerowie na obszarze Dolnej Mezopotamii w IV–III tysiącleciu p.n.e. utworzyli wysoko rozwiniętą cywilizację. Religia sumeryjska w dalszym ciągu pozostaje przedmiotem sporu naukowców. Ogólny jej zarys został stworzony na podstawie mitów i legend sumeryjskich, nie zachowało się (lub nie istniało) żadne źródło z treścią, która pozwoliłaby na odtworzenie sumeryjskiej koncepcji religijnej i filozoficznej.
Najstarsze dokumenty pochodzą z miasta Uruk, w którym znajdował się kompleks świątynny obejmujący posiadłości ziemskie i dwie wielkie świątynie (ziggurat), jedna boga nieba Anu i druga bogini płodności, miłości i wojny Inanny, uosobienia Wielkiej Matki.
Każde z wielkich miast Sumeru stanowiło ośrodek kultu jakiegoś boga, w Nippur czczono Enlila, w Eridu czczono Enkiego. Zazwyczaj główne bóstwo nazywano „Panem miasta”. Utu był Panem Larsy, Nanna Panem Ur, a Ninurta Panem Lagasz. Pomniejszym bóstwom stawiano ołtarze w świątyniach głównych bogów i niewielkie kapliczki.
Kultura Sumeru przeżyła swój okres świetności między III a II tysiącleciem p.n.e., wtedy powstały pierwsze poematy opowiadające o bogach, najstarsze z nich są datowane na około 2500 p.n.e., późniejsze na około 1700 p.n.e. W jednym z najstarszych mitów kosmologicznych stworzycielką życia jest bogini Nammu (pierwotne wody), która przez partenogenezę zrodziła pierwszą parę bogów: Niebo (An) i Ziemię (Ki). Oni byli rodzicami boga powietrza Enlila.
Według innego mitu po oddzieleniu nieba i ziemi Enlil sporządził motykę i zrobił nią dziurę w ziemi, a z tej dziury wyrósł jak roślina pierwszy człowiek. Inny mit o tej samej tematyce przypisuje stworzenie pierwszego człowieka Enkiemu i Inannie. Ponieważ bogowie byli zmęczeni staraniem o zapewnienie sobie pożywienia, Enki wpadł na pomysł ulepienia z gliny człowieka, któremu dałaby życie Bogini Matka. Tak powstali ludzie i ich zasadniczym obowiązkiem jest zapewnić pożywienie bogom.
Gdy królestwo boże zstąpiło na ziemię, rozkwitło w Eridu – tym tekstem otwiera się najstarsza lista sumeryjskich królów, świadczy to o przekonaniu Sumerów, że władza zstąpiła z nieba i przez niebo jest usankcjonowana. Pierwszy król Alulim panował 28 800 lat, a drugi Alalgar 36 000 lat, co przypomina długowieczność Adama i jego potomków w Starym Testamencie. Ta długowieczność władców Sumeru kończy się wraz z potopem.
Pierwsza triada najważniejszych bogów obejmowała: Anu, Enlila i Enki.
Druga triada bogów astralnych składała się z: Nanny (Księżyca), Utu (Słońca) i Inanny, bogini gwiazdy Wenus.
Obok ziemi istniał jeszcze raj Dilmun, w którym nikt nie chorował i nie umierał, oraz świat podziemny Kur, w którym królowała starsza siostra Inanny Ereszkigal.
Najważniejszym świętem religijnym Sumeru było święto Nowego Roku (a-ki-til), obchodzone przez Babilończyków (akitu).
Po części mitologia sumeryjska jest znana z Eposu o Gilgameszu i poematu kosmogonicznego Enuma elisz.

## Źródła do religii sumeryjskiej
Najliczniejszą grupą źródeł do rekonstrukcji religii sumeryjskiej są mity, modlitwy i spisy bóstw. Mniej liczną stanowią inskrypcje. Obraz stworzenia zarysu koncepcji religijnej sumeryjskiej w najczystszej postaci zaciemniany jest głównie przez naleciałości najeźdźców na Dolną Mezopotamię, których kapłani i teolodzy przetwarzali doświadczenia Sumerów i dostosowywali do własnych wierzeń.

## Istota religii Sumerów
W swej najstarszej warstwie religia Sumeru prezentuje wierzenia o cechach zbliżonych do szamanizmu. Według nich świat jest przepełniony złymi duchami, które dzielą się na kilka kategorii, zależnych od obszaru działania, na przykład na morzu, na pustyni, pod ziemią, w górach, na cmentarzach, czy na drogach. Najbardziej obawiano się tych, które podnosząc burze piaskowe potrafiły zniszczyć doszczętnie pola i plony. Równie niebezpieczne były te przynoszące choroby. Do szczególnie bezwzględnych zaliczano Pazuzu, Labartu i Lilith. Złymi duchami mogły zostać także topielce, kobiety zmarłe będąc dziewicami lub podczas porodu, mężczyźni zmarli będąc kawalerami, czy ktoś kto nie został pogrzebany. 
Cała ta niezliczona gromada duchów miała dwóch przywódców o imionach Anu i Enki. Anu był władcą Nieba, wrogiem ludzi i ojcem wszystkich złych mocy. To on rozkazywał im wywoływać wszystkie nieszczęścia, które padały na ludzi. Jego dziełem były susze, huragany i epidemie. Anu miał też inne imię Enlil - władca porywistego wiatru. Dość szybko Anu i Enlili stali się dwoma odrębnymi postaciami. Natomiast Enki (Pan terytorium) władca Ziemi, początkowo był personifikacją podziemia, głębin (Apsu), pierwotnego Chaosu. Stał się z czasem władcą wód podziemnych i morza, i ojcem ogromnej ilości istot zamieszkujących wszystkie wody. Enki był przedstawiany jako koziorożec z rybim ogonem. 
Oprócz złych mocy były też dobre duchy, choć mniej liczne. Do najbardziej popularnych zaliczały się te, które by można nazwać Aniołami stróżami. Pojawiały się tylko gdy były wzywane, przybywały w parze, stawały po obu bokach wzywającego i eskortowały go chroniąc. 
Przeciw złym mocom walczyli czarownicy i magowie dysponujący różnego rodzaju zaklęciami i egzorcyzmami. Oni też zajmowali się wytwarzaniem różnego rodzaju talizmanów.

## Panteon bóstw
Do ważniejszych bóstw zaliczają się:
- Anu (An) – bóg nieba
- Abzu (Apsu) – ocean słodkich wód
- Dumuzi (Tammuz) – bóg wiosny i urodzaju, opiekun pasterzy, kochanek Isztar
- Enki – bóg słodkich wód, czczony w Eridu
- Enlil – bóg powietrza, ojciec Nanna
- Ereszkigal – bogini śmierci i świata podziemnego, siostra Isztar
- Inanna – bogini miłości i wojny, czczona głównie w Uruk, utożsamiana z babilońsko-asyryjską Isztar
- Iszkur – bóg burzy
- Ki (Uras) – ziemia
- Nammu – bogini pierwotnego morza
- Nanna (Enzu) – bóg księżyca, syn Enlila i Ninlil, ojciec Utu
- Ningal – żona Nanny
- Ninhursag – bogini matka, symbol życia i płodności ziemi
- Ninlil – żona Enlila, matka Nanna
- Nintur – opiekunka ciężarnych kobiet
- Utu – bóg słońca, syn Nanny